# Артилерійський батальйон «Прут»
Артилерійський батальйон «Прут» — військова частина в складі Сухопутніх військ Молдови.

## Історія
Військова частина була створена 19 квітня 1992 року на базі колишніх радянських частин артилерійського комплекту 14-ї загальновійськової армії, що дислокувались в унгенському гарнізоні на кордоні з Румунією. Основою для формування частини виступив колишній 4-й артилерійський полк (4 АП, в/ч 40242) скороченого складу з трьох дивізіонів гармат-гаубиць Д-20 (32 одиниці), 3 дивізіонів 2А36 «Гіацинт-Б» (21 одиниця), дивізіону артилерійської розвідки та інших підрозділів відповідно до штату полку.
20 квітня 1992 року особовий склад частини склав присягу на вірність Молдові.